# Bernstein (Windischeschenbach)
Bernstein ist ein Gemeindeteil der Stadt Windischeschenbach im Oberpfälzer Landkreis Neustadt an der Waldnaab in Bayern.

## Geografie
Das Kirchdorf liegt nördlich von Windischeschenbach. Nordwestlich verläuft die B 299 und östlich verläuft die A 93.

## Geschichte
Bernstein war im 13. Jahrhundert Sitz der Pernsteiner, einer Nebenlinie der Trautenberger. Von 1221 bis 1383 erschienen sie als Ministeriale der Landgrafen von Leuchtenberg. Die Stelle ihrer Burg ist nicht mehr bekannt. Von 1384 bis 1450 saßen die Swer von Thumsenreuth in Bernstein. Von 1590 bis 1657 sind dort die Herren von Rochau als Lehensinhaber genannt, sie wurden 1716 abgelöst von den Herren von Lindenfels auf Weidenberg. Danach folgte Louis de St. Marie-Eglise aus Krummennaab; nach dessen Tod wurde seine Witwe Maria Magdalena die Lehensinhaberin. 1785 erwarb Anna Maria Freifrau von Öxle das Gut und 1803 Johann Georg von Grafenstein, der Landrichter von Parkstein. 1808 wurden die grundherrlichen Untertanen mit denen des Klosters Waldsassens zusammengelegt und bildeten die Landgemeinde Bernstein.

## Sehenswürdigkeiten
- Die barocke katholische Filialkirche St. Nikolaus ist als Baudenkmal eingestuft. Sie ist im Kern romanisch und wurde um 1200 errichtet. Der integrierte Westturm mit Zwiebelhaube stammt aus dem Jahr 1720. Die Saalkirche mit Steildach ist dreiseitig geschlossen. Unter der Nummer D-3-74-168-26 ist das Gebäude als Denkmalschutzobjekt in der Liste des Bayerischen Landesamtes für Denkmalpflege eingetragen.[1]
- zwei sogenannte Sühnekreuze (nachmittelalterlich)
  - an der Straße Ödwalpersreuth-Tannenlohe, vor dem Waldeck
  - am Waldeck neben der Straße NEW 18 bei Königshof

→ Siehe auch Liste der Baudenkmäler in Windischeschenbach#Bernstein